# Jozefina Simoni
Jozefina Simoni, född 1996 i Shkodra, är en albansk sångerska. Hon slog igenom i The Voice of Albania 2012 då hon tog sig till finalerna.

## Karriär
Jozefina Simoni studerar gitarr vid musikskolan Preng Jakova. Simoni sökte till The Voice of Albania 2012. Hon tog sig i programmet vidare till de livesända finalprogrammen med Alma Bektashi som coach. Direkt efter sitt deltagande framförde hon ett bidrag i den populära musikfestivalen Top Fest med titeln "Pres". Hon tog sig i tävlingen till final men vann inget pris.
Simoni debuterade i december 2014 i Festivali i Këngës 53, Albaniens uttagning till Eurovision Song Contest, med låten "Mendje trazi". Låten skrevs av Eda Sejko med musik av Bledar Sejko och Markeljan Kapedani. Med bidraget tog hon sig via semifinalen till tävlingens final, där hon tilldelades 12 poäng av juryn och slutade på 12:e plats (av 18 finalister). 
I november 2015 framförde hon sitt debutbidrag i Kënga Magjike 2015, "Nata e bardhë". 
I december 2015 deltar Simoni i Festivali i Këngës 54 med låten "Një det më ty". Hon kommer att framföra låten i tävlingens andra semifinal, 26 december 2015. Hon har lottats till startnummer 4 av 15 deltagare.

## Privatliv
Simoni är född och uppvuxen i Shkodra i norra Albanien. Hon är syster till sångaren Aldo Simoni (född 1989) som också deltagit i albanska The Voice. 